# Anđele
Anđele är debutalbumet från den kroatiska sångerskan Antonija Šola som gavs ut år 2007. Två versioner av albumet släpptes samma år. Den första versionen innehåller 11 låtar och den nya innehåller 16 låtar. Antonija Šola var själv med och skrev alla låtar utom "Nisam anđeo" och "Skidam te pogledom" på originalversionen. På albumet finns låten "Volim osmijeh tvoj" som Šola framför med Toše Proeski. Den 20 november 2009 släpptes en tredje version av albumet för digital nedladdning på Itunes som innehåller 15 låtar, detta i samband med att Šolas andra studioalbum Gdje je srce tu je dom skulle släppas.

## Låtlista
| 1. Zovem da ti ćujem glas – 3:45 2. Anđele – 4:05 3. Stradam – 3:33 4. Neka bude zauvijek – 3:09 5. Nisam anđeo – 3:26 6. Skidam te pogledom – 3:35 7. Zabranjena pjesma (volim te) – 3:53 8. Volim osmijeh tvoj – 3:36 (med Toše Proeski) 9. Adios – 3:38 10. Reci mi please (Red Light Oriental Remix) – 2:54 (remix) 11. Zovem da ti ćujem glas – 3:43 (karaokeversion) | 1. Anđele – 4:05 2. Zovem da ti čujem glas – 3:45 3. Stradam – 3:33 4. Neka bude zauvijek – 3:09 5. Nisam anđeo – 3:26 6. Skidam te pogledom – 3:35 7. Zabranjena pjesma (volim te) – 3:53 8. Volim osmijeh tvoj – 3:36 (med Toše Proeski) 9. Adios – 3:38 10. Reci mi please (Red Light Oriental Remix) – 2:54 (remix) 11. Pada tiha noć – 3:33 12. Ja ću kupit – 4:12 13. Reci mi please – 2:55 14. Nebu pod oblak – 3:59 15. Angelu – 3:43 16. Anđele – 4:05 | 1. Anđele – 4:04 2. Zovem da ti čujem glas – 3:44 3. Stradam – 3:33 4. Neka bude zauvijek – 3:09 5. Nisam anđeo – 3:25 6. Skidam te pogledom – 3:34 7. Zabranjena pjesma (volim te) – 3:52 8. Volim osmijeh tvoj – 3:35 (med Toše Proeski) 9. Adios – 3:38 10. Reci mi please (Red Light Oriental Remix) – 2:53 (remix) 11. Pada tiha noć – 3:33 12. Ja ću kupit – 4:12 13. Reci mi please – 2:55 14. Nebu pod oblak – 3:59 15. Angelu – 3:43 (makedonsk version) |